# IC 2704
IC 2704 — галактика типу S? (спіральна галактика) у сузір'ї Лев.
Цей об'єкт міститься в оригінальній редакції індексного каталогу.